# Пископпель, Анатолий Альфредович
Анато́лий Альфре́дович Пископпель (род. 1 июня 1945, Москва) — российский методолог, член Московского методологического кружка, психолог, философ, редактор и издатель научной литературы. Кандидат психологических наук (1990), доктор философских наук (1995).

## Биография
Окончил факультет радиоэлектроники и автоматики Московского института нефтегазовой промышленности им. И. М. Губкина (1968), учился на механико-математическом факультете Московского государственного университета.
С 1968 года работает в МГУ: на Биолого-почвенном факультете (1968—1970), в лаборатории инженерной психологии (1969—1970), на кафедре психологии труда и инженерной психологии, в проблемной лаборатории экспериментальной и прикладной психологии (1988—1994), в лаборатории психологии труда (1994—2003) факультета психологии. С 2009 — профессор философского факультета МГУ. С 1992 года также работает в Институте культурного и природного наследия, с 2003 года — ведущий научный сотрудник.
Тема кандидатской диссертации «Инженерная психология как научно-техническая дисциплина» (1990), научный руководитель — профессор В. П. Зинченко. Тема докторской диссертации «Историко-методологический анализ концепции надежности социотехнических систем» (1995).
Автор свыше 200 научных работ в областях исторических и методологических исследований в теоретической и практической психологии, этно-социо-психологии и конфликтологии, историко-методологических и философских вопросов логики и психологии науки и научного творчества. Один из основных биографов Г. П. Щедровицкого.

## Основные работы
Монографии
- Ecce Homo. М., 2024.  392 с.
- Культура. Традиция. Наследие. М., 2017. 326 с.
- Конфликтное взаимодействие (методология и теория). М., 2013. 194 с.
- Инженерная психология как профессионально-практическая психология: хрестоматия. 2011. // mmk-documentum.ru/announc/31 (в соавт.).
- Научная концепция: Структура и генезис (историко-методологические очерки развития научного знания). М., 1999. 416 с.
- Инженерная психология и эргономика (1958—1991). Справочник-обзор. М., 1996. 207 с. (в соавт.)
- Инженерная психология : дисциплинарная организация и концептуальный строй М., 1994. 218 с. (в соавт.)
- Общие вопросы методологии инженерно-психологического проектирования, ТЭ-Д80, М., 1980, 136 с. (в соавт.)

Статьи:
- Мыследеятельностная методология и организационно-деятельностные игры в истории ММК // Этнометодология: проблемы, подходы, концепции. Вып. 26. М., 2023. С.51-69. // https://drive.google.com/file/d/17jonHYWEC9XPkk5GHdtPaOInGcNV6WTe/view
- Ecce homo // Этнометодология: проблемы, подходы, концепции. Вып. 26. М., 2023. С. 70-166 // https://drive.google.com/file/d/17jonHYWEC9XPkk5GHdtPaOInGcNV6WTe/view
- Антропология и мыследеятельностная методология // Этнометодология: проблемы, подходы, концепции. Вып. 25. М., 2021. С.9-127 — [http://www.tetragon-m.org/etnometodologiya.htm]
- «Человекознание» Б. Г. Ананьева на фоне современной неклассической философской антропологии // Ярославский педагогический вестник № 6, 2021. С.117-130
- Деятельность и мышление в методологическом дискурсе ММК // Этнометодология: проблемы, подходы, концепции. Вып. 24. М., 2020. с.87-202- [http://www.tetragon-m.org/etnometodologiya.htm]
- Философская антропология и антропологический извод мыследеятельностной методологии // Этнометодология: проблемы, подходы, концепции. Вып. 23. М., 2019. С.91-180- [http://www.tetragon-m.org/etnometodologiya.htm]
- Проблема оснований личной нравственности в аксиологии Н.Гартмана // Методология и история психологии. Вып.1., 2019. С.91-119
- «Онтологическая работа» и «критическая» онтология Н.Гартмана // Этнометодология: проблемы, подходы, концепции. Вып. 23. М., 2019. С.40-90.Методология и история психологии. Вып.1., 2019. С.91-119
- «Критическая онтология» Н. Гартмана и психическая реальность // Ярославский педагогический вестник — 2018 — № 5, с.200-222
- Об аксиолого-антропологической перспективе СМД-подхода // Этнометодология: проблемы, подходы, концепции. Вып. 22. М.2017. с.88-184
- Этика и воспитание в процессе формирования личного этоса // Этнометодология: проблемы, подходы, концепции. Вып. 22. М.2017. с.185-207 или [http://mhp-journal.ru/upload/Library]
- Конструктивный смысл понятия идентичности с точки зрения категорий «естественное» и «искусственное» // Этнометодология: проблемы, подходы, концепции. Вып. 21. М. 2016. с.74-111 или [http://mhp-journal.ru/upload/Library]
- СМД-подход к категории сознания и современная психология // Этнометодология: проблемы, подходы, концепции. Вып. 21. М. 2016. с.34-59 или [http://mhp-journal.ru/upload/Library]
- Традиция, культура, наследие как конструктивные понятия // Этнометодология: проблемы, подходы, концепции. Вып. 19. М. 2015. с.26-49.
- Теоретико-методологические предпосылки политики мультикультурализма: мультикультурализм или мультикультурность общества // Этнометодология: проблемы, подходы, концепции. Вып. 18. М. 2014. с.10-35
- Мультикультурализм, мультикультурность и «притязания культуры» // Этнометодология: проблемы, подходы, концепции. Вып.17. 2012. с.10-31.
- Память и культура через призму понятий «коммуникация» и «трансляция» // Этнометодология: проблемы, подходы, концепции. Вып. 16. 2011. с. 84-102. *
- О методологических предпосылках современной теоретической конфликтологии // Теоретическая и экспериментальная психология. 2010. Т. 3. № 4. с.62-78
- К проблеме категориального строя психологии // Методология и история психологии. Том 5. Вып. 3. 2010. с.13-26
- Теоретико-методологические предпосылки наследнического проекта «мест памяти» П.Нора // Этнометодология: проблемы, подходы, концепции. Вып. . 2010. с.49-63
- Конфликтная ситуация с позиционно-ролевой точки зрения // Этнометодология: проблемы, подходы, концепции. Вып. 15. 2010. с.9-28.
- Речь-язык в трансляции и коммуникации // Звук и отзвук. М., 2010. с. 197—207
- Объяснение и понимание в диалоге «объяснительной» и «описательной» психологий // Методология и история психологии. т.3. Выпуск 1.(Тематический выпуск) 2008. С.47-57
- От западников и славянофилов до глобалистов и антиглобалистов // Этнометодология: проблемы, подходы, концепции, Вып. 13. 2008. с.9-31
- Глобализация как реальность и культурное наследие // Этнометодология: проблемы, подходы, концепции, Вып.12. 2007. с.35-62
- О горизонтах культуронаследнической деятельности // Наследие и современность. Вып. 14. М., 2007. с.15-35
- Педология и психотехника: исторический опыт методологического оформления и обоснования комплексных научно-технических дисциплин // Методология и история психологии. Т.1. Вып. 2. История психологии. 2006. с.47-56; (окончание) Т.2. Вып. 2. 2007
- Проблема интеграции психологии: метод и подход // Методология и история психологии. Том 2. Выпуск 1. 2007. Москва
- Гуманистический принцип личности и предмет психологии //Методология и история психологии. Том 1. Вып. 1. 2006. Москва
- Нация и этнос в диалоге культуры с цивилизацией// Этнометодология: проблемы, подходы, концепции, Вып. 11, М. 2005. с.92-106
- Концептуальные предпосылки организационно-деятельностной модели социального конфликта // Вопросы психологии. 2002. № 6.*
- Природа человека в концепции Маслоу // Вопросы психологии. № 2. 1999 * .
- Наука и техника как виды социально-значимой деятельности // Вопросы методологии. 1995. № 1-2;
- Конфликт: социокультурное явление и научное понятие // Этнометодология: проблемы, подходы, концепции. Вып.1. 1994;* ;
- Категория деятельности и предмет психологии // Вопросы психологии. 1990. № 2;
- Наука, деятельность, дисциплинарность // Философские науки. 1990. № 6;
- Опыт логико-методологической реконструкции открытия Г. Менделем законов наследственности // Проблемы методологии. 1992. № 3-4
- Период зарождения в схеме изучения процесса научного творчества (на материале дарвиновской концепции происхождения видов) // Вестник МГУ. Сер. 14. Психология. 1984. № 2;